# Kusma
Kusma é uma cidade do Nepal, localizada a uma altitude de 1294 metros.